# Erika von Heiland
Erika von Heiland (Ángeles, Filipinas, 24 de diciembre de 1965) es una deportista estadounidense que compitió en bádminton. Ganó una medalla de bronce en los Juegos Panamericanos de 1995, en la prueba de dobles.

## Palmarés internacional
| Juegos Panamericanos | Juegos Panamericanos      | Juegos Panamericanos | Juegos Panamericanos |
| Año                  | Lugar                     | Medalla              | Prueba               |
| -------------------- | ------------------------- | -------------------- | -------------------- |
| 1995                 | Mar del Plata (Argentina) | Medalla de bronce    | Dobles               |